# Glosholmen, Borgå
Glosholmen är en ö i Finland.   Den ligger i kommunen Borgå i den ekonomiska regionen  Borgå  och landskapet Nyland, i den södra delen av landet, 50 km öster om huvudstaden Helsingfors. Arean är 0,20 kvadratkilometer.
På 1800-talet anlades en lotsstation på ön och år 1835 byggdes en 40 meter hög fyr av granit och tegel. Den släcktes emellertid när fyren på Söderskär uppfördes år 1862 och omvandlades till en båk med spetsigt tak.
Fyren sprängdes år 1940 för att den inte skulle användas som riktmärke för fientliga bombplan under andra världskriget. Dess speciella form tros vara förebild till författaren Tove Janssons Muminhus.
På norra delen av ön finns fästningsverk med deaktiverade kanoner och andra militära byggnader. Från det eldledningstorn som byggdes på grunden av den sprängda fyren under fortsättningskriget kan man se delar av Borgås skärgård. Glosholms största byggnad är den nedlagda kustbevakningsstationens huvudbyggnad som byggdes på 1960-talet.
Terrängen på Glosholmen är mycket platt. Öns högsta punkt är 26 meter över havet. Den sträcker sig 0,6 kilometer i nord-sydlig riktning, och 0,6 kilometer i öst-västlig riktning.